# ケイド&マードック
ケイド＆マードック（Cade&Murdoch）はアメリカ合衆国のプロレス団体WWEで活動したランス・ケイドとトレバー・マードックのユニットである。

## メンバー
- ランス・ケイド
- トレバー・マードック

## 概要
2005年マードックがOVWに移籍する際ケイドとタッグを結成。同年WWEに昇格。アメリカ南部のレッドネックのギミックでわずか2週間でタッグ王座を獲得するなどの活躍をみせる。タブー・チューズデイで王座陥落後、一時は解散するが2006年春再結成した。虎視眈々と王座に狙いを定めWWE幹部の評価を少しずつ上げ2007年に2度目のタッグ王座を獲得。ハウス・ショーでポール・ロンドンとブライアン・ケンドリック組に王座を取られるものの、3日後に3度目の王座を獲得。2007年度のタッグ戦線のトップを張り続ける。2008年、試合での敗北が多くなったマードックに嫌気がさしたケイドが、マードックを襲い、タッグ解散となった。ケイドはクリス・ジェリコのパートナーとして、トップ戦線で活躍し、マードックは2008年7月現在、スマックダウンに移籍した後、解雇となっている。その後、2008年10月ケイドも解雇された。

## 得意技
- ハイ・ロー ケイドの項に説明あり。

## 取得タイトル
- WWE

世界タッグ王座：3回